# Bryopsidaceae
Famille
Les Bryopsidaceae sont une famille d'algues vertes de l'ordre des Bryopsidales.

## Étymologie
Le nom vient du genre type Bryopsis, qui vient du grec ancien βρύον / brýon, mousse, et du suffixe -ὄψις / -ópsis, « semblable à ; aspect ; air de », en référence à la ressemblance de cette algue avec une mousse.

## Liste des genres
Selon AlgaeBase (2 août 2012), Catalogue of Life (2 août 2012) et World Register of Marine Species (2 août 2012) :
- Bryopsidella Feldmann, 1975
- Bryopsis J.V.Lamouroux, 1809
- Lambia Delépine, 1967
- Pseudobryopsis Berthold, 1904
- Pseudoderbesia E.Calderon & Schnetter, 1991
- Trichosolen Montagne, 1861

Selon ITIS (2 août 2012) :
- Bryopsis J. V. F. Lamouroux, 1809
- Pseudobryopsis
- Trichosolen

## Quelques espèces
Selon NCBI (2 août 2012) :
- Bryopsidella
  - Bryopsidella neglecta
- genre Bryopsis
  - Bryopsis cinicola
  - Bryopsis corticulans
  - Bryopsis hypnoides
  - Bryopsis maxima
  - Bryopsis pennata
  - Bryopsis pennatula
  - Bryopsis plumosa
  - Bryopsis vestita
- genre Lambia
  - Lambia antarctica
- genre Pseudochlorodesmis
  - Pseudochlorodesmis furcellata
- genre Trichosolen
  - Trichosolen myura